# Gefechtsbereitschaft
Die Gefechtsbereitschaft (NATO englisch combat readiness) ist in der Bundeswehr die Fähigkeit eines Truppenteils bzw. einer Dienststelle, in Einsatzgliederung, mit voller personeller und materieller Stärke einen Auftrag zu erfüllen. Der Begriff ist in deutschsprachigen Streitkräften weit verbreitet und wird häufig in unmittelbaren Zusammenhang mit gefechtsbereit; einsatzbereit (engl.: combat ready) bzw. militärischer Einsatzbereitschaft (engl.: operational readyness) verwendet.

## Gefechtsbereitschaft beim Warschauer Pakt

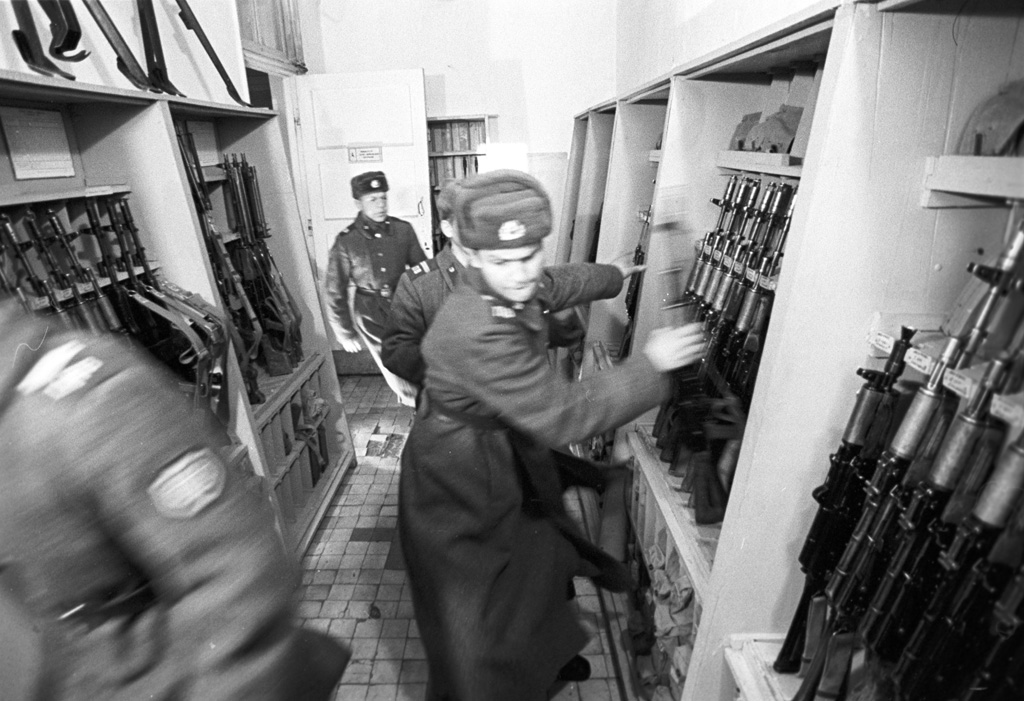
Auslösung von Gefechtsalarm in einer Einheit der KGB-Grenztruppen (Kasachstan, 1984)

Unter Gefechtsbereitschaft verstand man gemäß Militärdoktrin des Warschauer Pakts die Bereitschaft und Fähigkeit der Truppen, unter allen Bedingungen rechtzeitig und organisiert die Gefechtshandlungen (Operationen) zu beginnen und die ihnen gestellten Gefechtsaufgaben erfolgreich zu erfüllen. Sie forderte von den Truppen zu jeder Zeit und in jeder Lage einen überraschenden Überfall eines Aggressors sowohl mit Kernwaffen als auch mit herkömmlichen Waffen zu vereiteln, durch schnelle vernichtende Schläge seine hauptsächlichen Raketenkernwaffenmittel und Truppengruppierungen zu zerschlagen und damit günstige Bedingungen für die weitere Führung und siegreiche Beendigung des Krieges zu schaffen.